# Manuel Joaquim de Almeida Coelho
Manuel Joaquim de Almeida Coelho (Desterro, 9 de novembro de 1792 — Desterro, 27 de fevereiro de 1871) foi um militar, escritor e historiador brasileiro. 

## Biografia
Filho do brigadeiro Manuel Coelho Rodrigues e Lauriana Joaquina de Almeida Correa. Seus avós paternos são Francisco coelho Rodrigues e D. Maria Úrsula do Canto (ambos dos Açores), e maternos, o alferes de cavalaria de milícia Antônio Correa Lisboa (natural de Cadaval, Portugal) e D. Maria Leonarda d'Almeida (natural de Óbidos, Portugal). 
Casou-se com D. Tomasia Francisca da Gama d'Eça e Almeida, filha do brigadeiro José da Gama Coelho d'Eça e de D. Maria Joaquina da Conceição Coimbra. Deste consórcio nasceram: Maria Joaquina (1836 - 1860), Luiza Adelaide (1838 - 1862), o padre Manoel de Almeida Coelho Gama D'Eça (1840 - 1872) e Natália Cândida. 

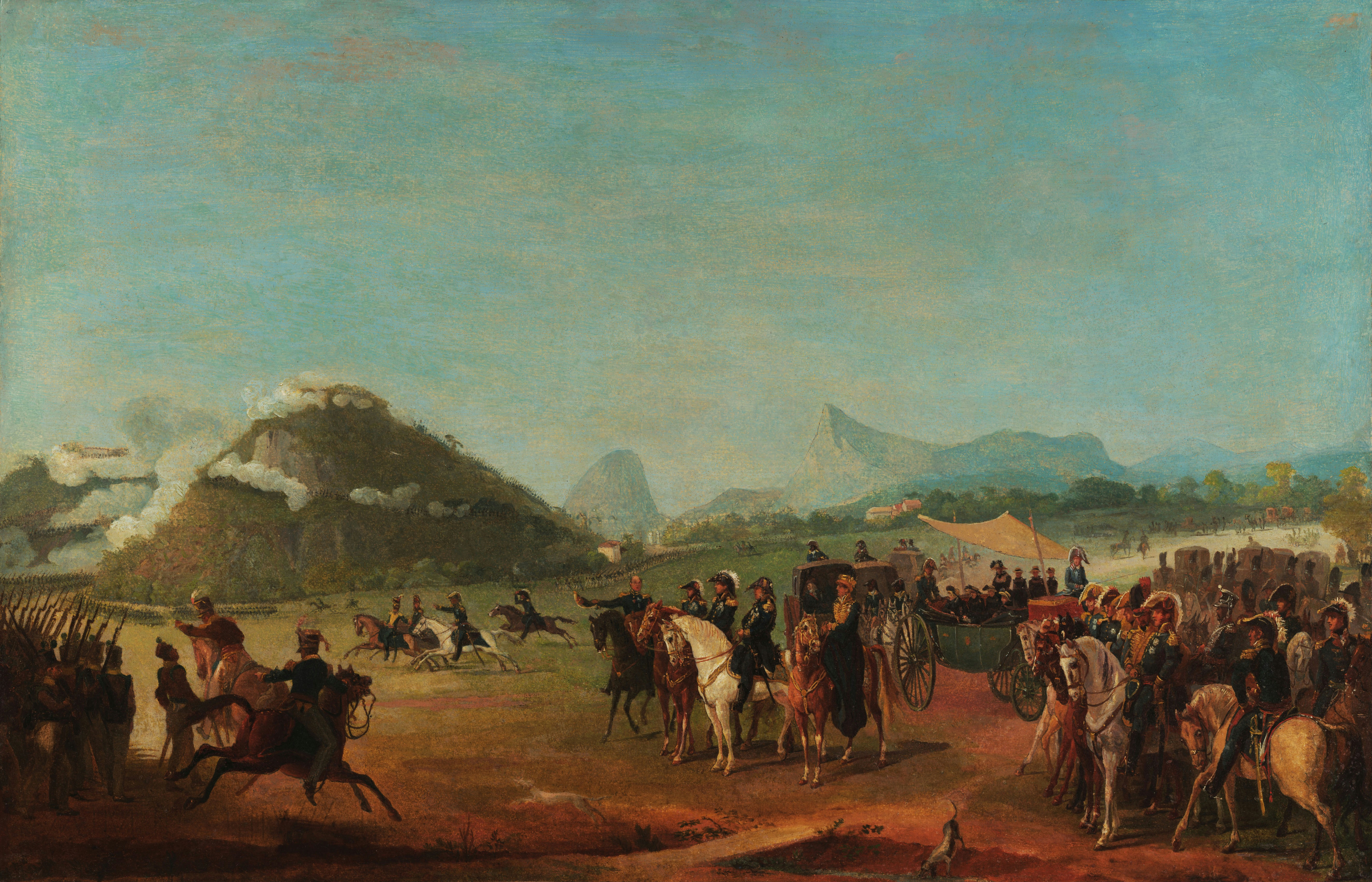
Revista das tropas destinadas a Montevidéu na Praia Grande (obra de Jean-Baptiste Debret). Almeida Coelho participou da Guerra contra Artigas (1816 - 1820)

Reformou-se no posto de Major, com o soldo de Capitão de la de Linha, a 31 de maio de 1849. 
Foi Secretário da Câmara Municipal do Desterro de 5 de maio de 1850 a 16 de dezembro de 1864. 
Foi deputado à Assembleia Legislativa Provincial, na 7ª Legislatura (1848-1849). 
É considerado o patrono dos historiadores catarinenses.
É patrono da cadeira 30 da Academia Catarinense de Letras.

## Obras
- Descrição sucinta de algumas madeiras mais conhecidas no mercado da cidade do Desterro (1849)
- Memória histórica do extinto regimento de infantaria de linha da província de Santa Catarina (1853)
- Memória histórica da província de Santa Catarina (1856) [3]
- Biografia dos Srs. Coronel Fernando da Gama Lobo Coelho o seu filho o brigadeiro José da Gama Lobo d'Eça (1859)